# Thurzo

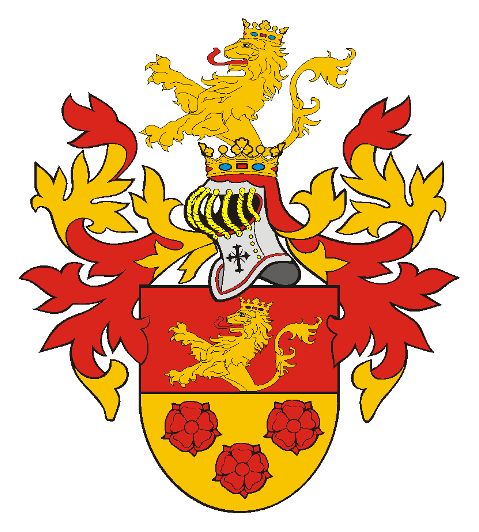
Familienwappen der Thurzos

Die Thurzo oder Turzo (ungarisch Thurzó; slowakisch Thurzo/Turzo, auch deutsch: Thurzo von Bethlenfalva oder Thurzo von Bethelsdorf, slow. Turzo z Betlanoviec) waren eine wohlhabende mitteleuropäische Kaufmannsfamilie der Frühen Neuzeit.

## Geschichte

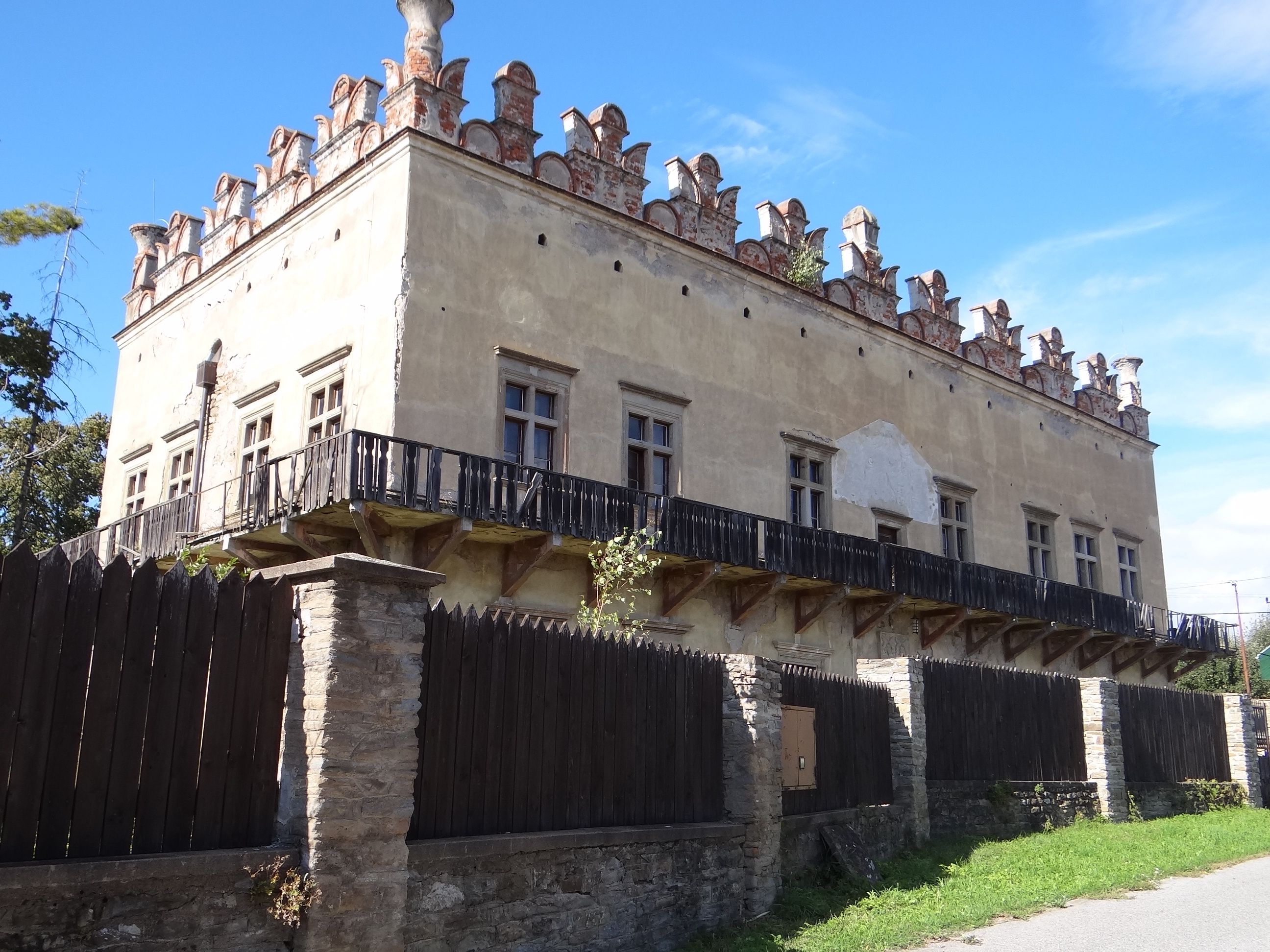
Stammsitz der Thurzo in Betlanovce (Bethelsdorf)/Zips

Gebiet des Stuhls der zehn Lanzenträger (grau) innerhalb der Zips mit dem Dorf Betlanovce im Südwesten; unterstrichen die Hauptstadt Leutschau (Levoča) und in Brauntönen das 1415–1772 an Polen verpfändete Gebiet (mittelbraun: der vorwiegend deutschsprachige Bund der 13 Zipser Städte, dunkelbraun: weitere autonome Städte, hellbraun: die Herrschaft von Altlublau und Pudlein)

Der Name taucht erstmals, allerdings sehr verändert, in einer bayerischen Urkunde aus der Mitte des 12. Jahrhunderts auf, Zusammenhänge zu den Thurzo aus der Zips sind aber umstritten und nicht geklärt. Georg I. Thurzo († 1460) nannte sich seit 1430 Herr von Bethelsdorf. Die Familie gehörte zum „Stuhl der zehn Lanzenträger“ (sedes decem lanceatorum), eine seit dem 13. Jahrhundert nachweisbare interne Selbstverwaltung einiger slowakischer Dörfer der Zips, die dafür zehn Ritter, später Ulanen für die ungarische Armee auszustatten hatten. Die Thurzo gehörten zu den ältesten Geschlechtern des niederen „Landadels der Lanzenträger“ (nobilitas lanceati) der Zips, die diese Ritter stellten. Bayerische Ursprünge des Geschlechts sind bei der früheren Aufgabe in einem slowakischen Stuhl autonomer Selbstverwaltung sehr unwahrscheinlich. Ihr Hauptsitz war um 1430 in der Handelsstadt Leutschau (slowakisch: Levoča, ungarisch: Lőcse, polnisch: Lewocza), der Hauptstadt der Zips und Mitglied des Städtebundes der Pentapolitana, außerhalb des Gebiets des Stuhls der zehn Lanzenträger. Von dort siedelte Johann I. Thurzo (poln. Jan Thurzo, slowak. Ján Turzo, ung. Thurzó János) 1464 ins polnische Krakau um, wo er 1465 das Bürgerrecht erwarb, bald das Amt eines Ratsherrn bekleidete und später Bürgermeister wurde. Die Handelsstädte der Zips unterhielten enge Kontakte nach Polen und 1412–1773 war ein Teil von ihnen (allerdings nicht die Hauptstadt Leutschau und auch nicht der Stuhl der zehn Lanzenträger) an Polen verpfändet.

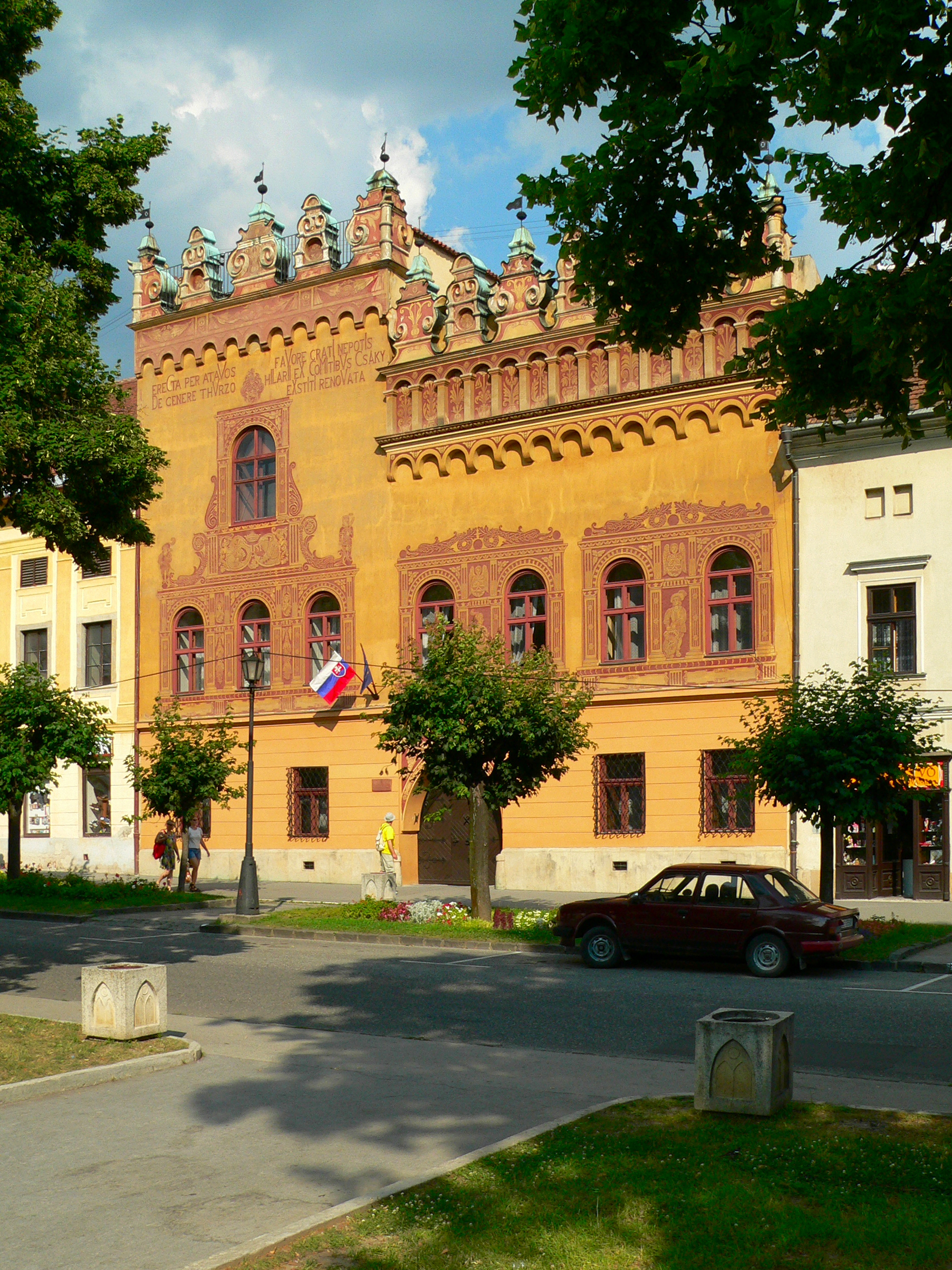
Stadtpalais der Thurzo in Levoča (Leutschau)

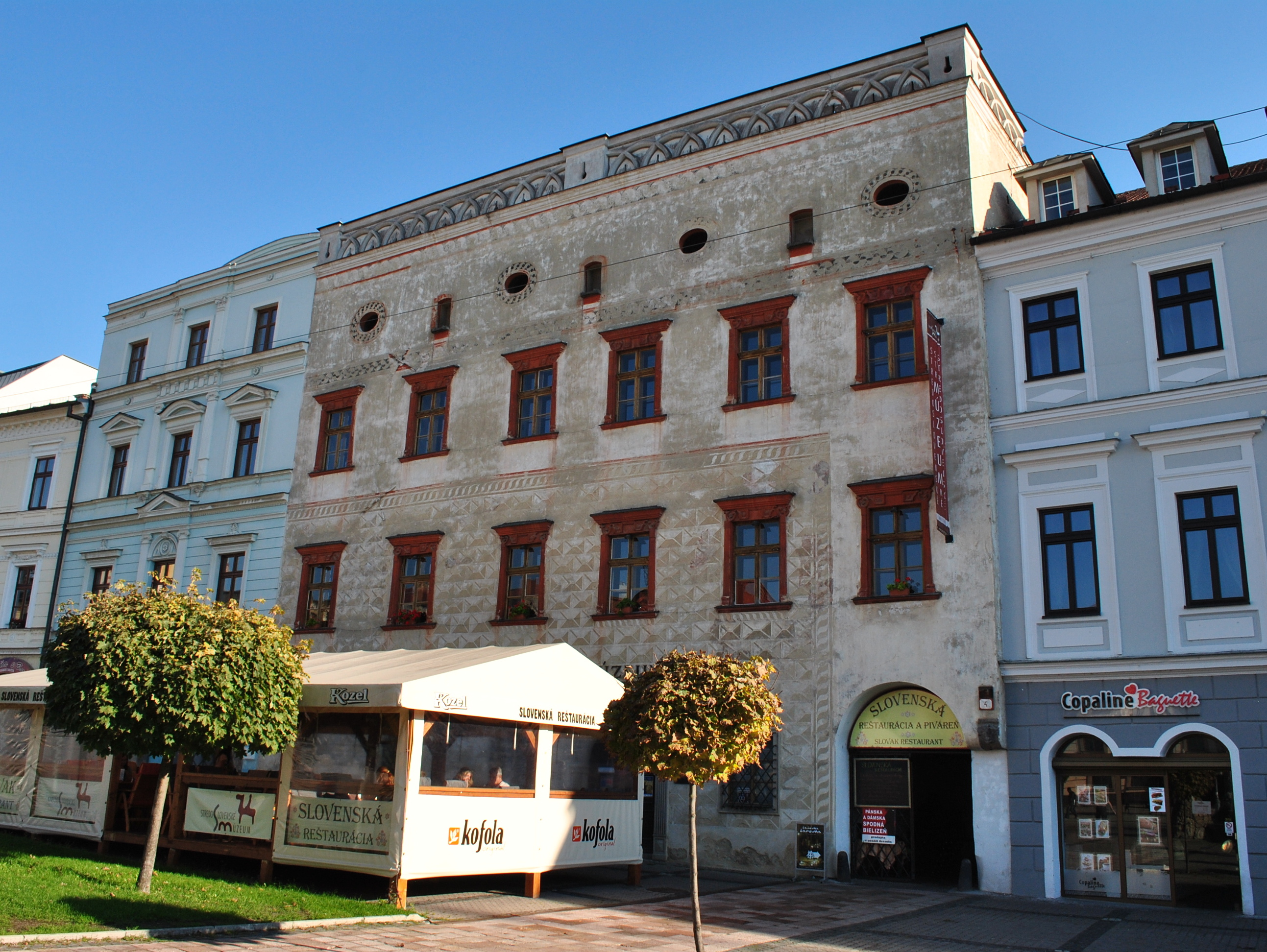
Stadtpalais der Thurzo in Banská Bystrica (Neusohl)

Johann und einige seiner Söhne begründeten einen weitreichenden Rohstoffhandel über ganz Europa, vor allem mit Kupfer, Silber und Blei. Dafür engagierten sie sich sehr umfangreich im Bergbau, hauptsächlich nach Schwarzkupfererz (mit Silberanteilen) in der heutigen Slowakei (Ober- und Niederungarn, die größten Minen in Neusohl seit 1475) und nach Blei-Silbererz in Siebenbürgen, Böhmen, Schlesien und Kleinpolen. Finanz- und Handelspartner der Thurzo wurden neben wohlhabenden Krakauer Ratsherren vor allem die Augsburger Fugger, die sich auch auf diesem Gebiet kaufmännisch engagierten und durch Heiraten mit den Thurzos in verwandtschaftliche Beziehungen traten. 1494 wurde die Gesellschaft „Ungarischer (Kupfer-)Handel“ mit Jakob Fugger gegründet, die auch „Fugger-Thurzo-Gesellschaft“ genannt wurde, die bis 1526 den Kupfer- und Silberbergbau der Länder im überregionalen Saigerhandel zusammenschloss und monopolisierte. Dazu wurden große Mengen Werkblei aus Kleinpolen, Böhmen, Schlesien und Siebenbürgen an die Seigerhütten der Gesellschaft geliefert, wo sie im relativ neu entwickelten siebenstufigen Verfahren der Seigerung mit Schwarzkupfer (Kupfer-Silbererz) aus Oberungarn eingeschmolzen und schließlich in Kupfer, Silber und Blei getrennt wurden. Die drei Seigerhütten der Fugger-Thurzo-Gesellschaft standen im oberungarischen/slowakischen Neusohl und Moštenica und in Mogiła bei Krakau. Es entstand ein Wirtschaftsimperium, das bis in den Westen Europas reichte. Während die Silber- und Golderträge auf dem europäischen Währungsmarkt gehandelt wurden, wurde die Kupferausbeute (in den 1520er Jahren jährlich 37.000 Zentner) meist über die Oder, Ost- und Nordsee zum zentralen europäischen Kupfermarkt in Antwerpen verschifft, auf dem sie an portugiesische, niederländische und englische Überseehändler verkauft wurde. Die überseeischen Entdeckungen hatten in Westafrika und Indien neue Märkte für das dort sehr seltene Kupfer erschlossen, in Indien war es als dominierendes Münzmetall beliebter, als die dort häufigeren Edelmetalle. Kupfer wurde von den Überseehändlern in westafrikanisches und indisches Gold getauscht. Die Thurzo zählten zu den reichsten Kaufleuten Europas. Sie dominierten zeitweise das Wirtschaftsleben in Städten wie Frauenbach (rum.:Baia Mare; ung.: Nagybánya), Neusohl (slow.: Banská Bystrica; ung.: Besztercebánya) und Kuttenberg (tschech.: Kutná Hora), aber auch in der niederschlesischen Region des Reichensteiner Gebirges. Johanns Söhne Alexius Thurzo (Alexej Thurzo; Aleksy Thurzo) und Georg Turzo (slow. Juraj Thurzo, ung. György Thurzó) dehnten das Imperium bis nach Kleinpolen (Olkusz und Mogiła) aus, erwarben zeitweise das oberschlesische Fürstentum Pleß und kurzzeitig das niederschlesische Herzogtum Wohlau und entwickelten enge Kontakte zum polnischen Königshof. Die für den geistlichen Stand bestimmten Söhne Johannes und Stanislaus wurden Bischöfe.
Die Familie trat außerdem als Förderin von Kunst und Kultur in Erscheinung, u. a. durch den engen Kontakt zum Renaissance-Humanismus und als Auftraggeber der Renaissance in Ostmitteleuropa.
Steigende Investitionskosten beim Vordringen des Bergbaus in größere Tiefen für Planung, Verwaltung und besonders für Pumptechnik gegen häufigere Grundwassereinbrüche, sinkende Ausbeute, die Konkurrenz Mansfelder Kupfers und amerikanischen Silbers, die deutlich steigende Steuerlast zur Finanzierung des Türkenkrieges der Habsburger gegen die osmanische Besetzung Ungarns nach der Schlacht von Mohács und Bergarbeiteraufstände in Oberungarn gegen Lohnrückgänge verschlechterten die Geschäfte nach 1525 rapide. Die Thurzo stiegen schon 1527 aus der Fugger-Thurzo-Gesellschaft aus und zogen sich auf ihre Landgüter in der ungarischen und polnischen Zips und in Oberschlesien zurück. Die Fugger führten die Gesellschaft noch bis 1546 weiter, bis ihnen die Habsburger als Könige von Ungarn die Konzession für die zuletzt schlecht geführte Gesellschaft entzogen und sie in die königlich ungarische Bergbaudirektion eingliederten.

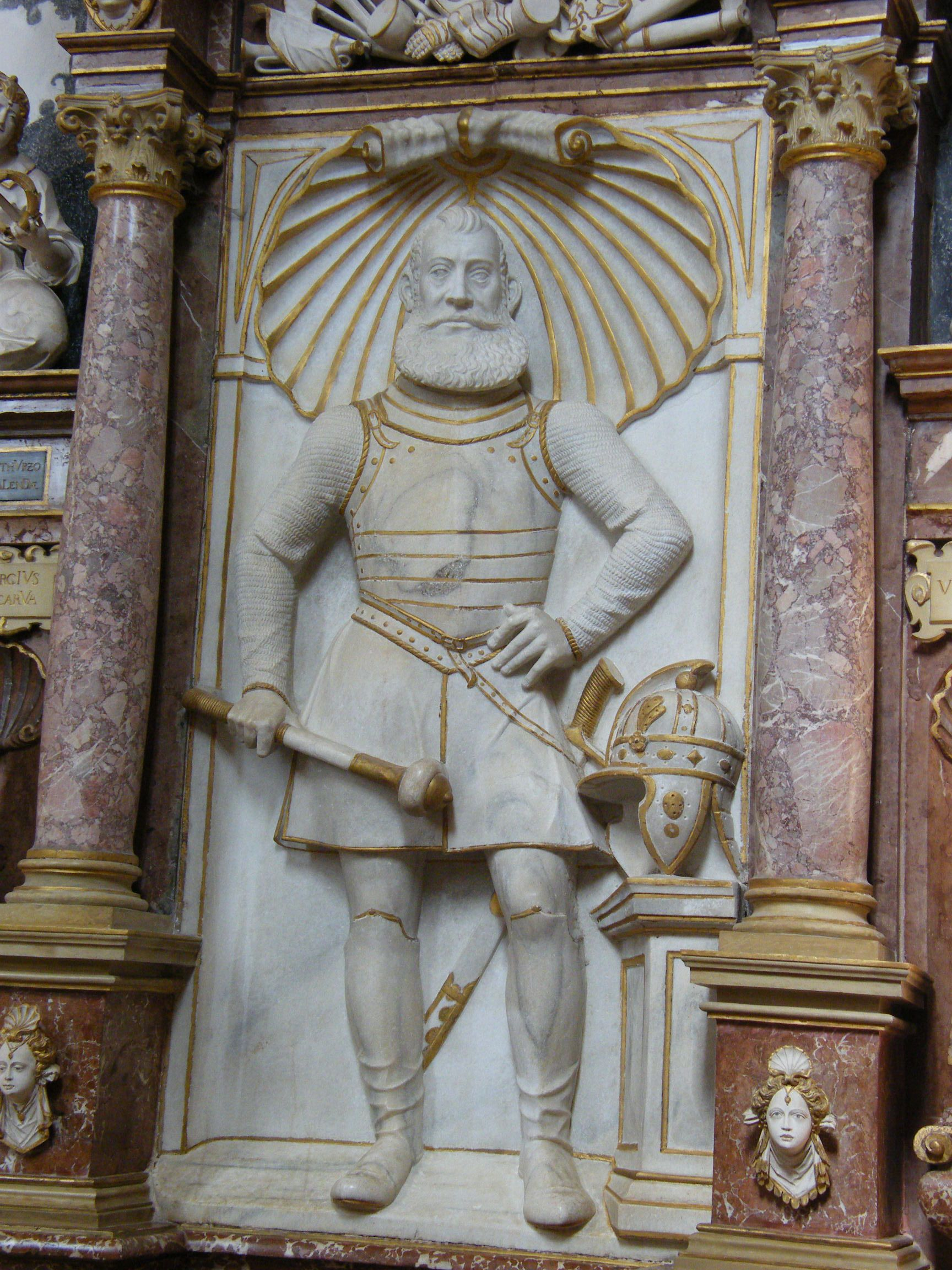
Grabstein von Georg III. Thurzo in der Kapelle der Arwaburg

Auch durch ihren Reichtum stiegen die Thurzos in Ungarn in den Magnatenstand (den ungarischen Hochadel) auf. Georg III. Thurzo war Palatin von Ungarn und wurde in dieser Funktion als Ermittler gegen Elisabeth Báthory auch außerhalb Ungarns bekannt. Sie wurden zeitweilig Besitzer der prominenten Arwaburg, auf der Georg III. Thurzo bestattet ist, der ehemals königlichen Zipser Burg, der Burg Trenčín, der Burg Lietava, errichteten das Schloss Bytča auf der Burg in Bytča und bauten Schloss Bojnice im Renaissance-Stil um usw. In der ersten Hälfte des 17. Jahrhunderts starben die Hauptlinien der Familie Thurzo aus.

## Wappen
Geteilt; Oben in Rot ein goldener, wachsender Löwe; Unten in Gold drei (2, 1) rote Rosenblüten; Helm: ein gekrönter Turnierhelm; Helmzier: ein goldener, wachsender Löwe. Helmdecken: gold, rot.

## Verwandtschaft mit den Henckel von Donnersmarck
Das Wappen hat eine große Ähnlichkeit mit dem Wappen des Hochadel-Geschlechtes Henckel von Donnersmarck, das einzige weitere der etwa 50 Geschlechter der nobilitas lanceati im „Stuhl der zehn Lanzenträger“ in der Zips, dem etwas später als den Thurzo über weitgespannte bürgerlich-unternehmerische Aktivitäten (Fernhandel, Geldhandel und Bergbauunternehmen) ebenfalls der Aufstieg in den (hier österreichisch-böhmisch-schlesischen) Hochadel gelang und sich nach den schlesischen Kriegen in eine protestantische pro-preußische und eine katholische pro-österreichische Linie teilte. Die Wappengleichheit hat ihre Ursache in der gemeinsamen Herkunft der Geschlechter. Im 14. Jahrhundert heiratete ein jüngerer Sohn, Peter Thurzo von Bethlenfalva die Erbtochter des Lanzenträger-Geschlechtes Henckel und übernahm mit dem Erbe auch ihren Namen, nannte sich später, 1378 lateinisch Petrus Henckel de Quintoforo, was dem deutschen Peter Henckel von Donnersmarck entspricht (nach dem Herkunftsort Spišský Štvrtok, deutsch: Donnersmark(t), ungarisch: Csötörtökhely, lateinisch: Quintoforum), auf den alle späteren Henckel von Donnersmarck zurückgehen. Die nobilitas lanceati hatte das in Ungarn ungewöhnliche Recht einer Weitervererbung des Geschlechternamens ohne männliche Nachkommen an den Ehemann der Witwe oder Erbtochter.

## Bedeutende Angehörige der Familie
– Alle Namen werden auf Deutsch auch „Turzo“ geschrieben. –
- Johann I. Thurzo (1437–1508), Krakauer Kaufmann und Kunstmäzen

Johanns Kinder:
- Johann(es)/Hans V. Thurzo (1466–1520), Professor und Rektor der Krakauer Akademie, Fürstbischof von Breslau
- Georg I. Thurzo (Juraj Thurzo, György Thurzó) (1467–1521), verh. mit Anna Fugger, Tochter des Ulrich Fugger. Oberster Münzmeister von Ungarn; führte die Geschäfte in Ungarn weiter.
  - Bernhard I. Thurzo († 1551), verheiratet mit Katharina von Neydeck, begründet die Grafenegger Linie der Familie.
- Stanislaus Thurzo (Stanislav Thurzo) (1470–1540), Bischof von Olmütz

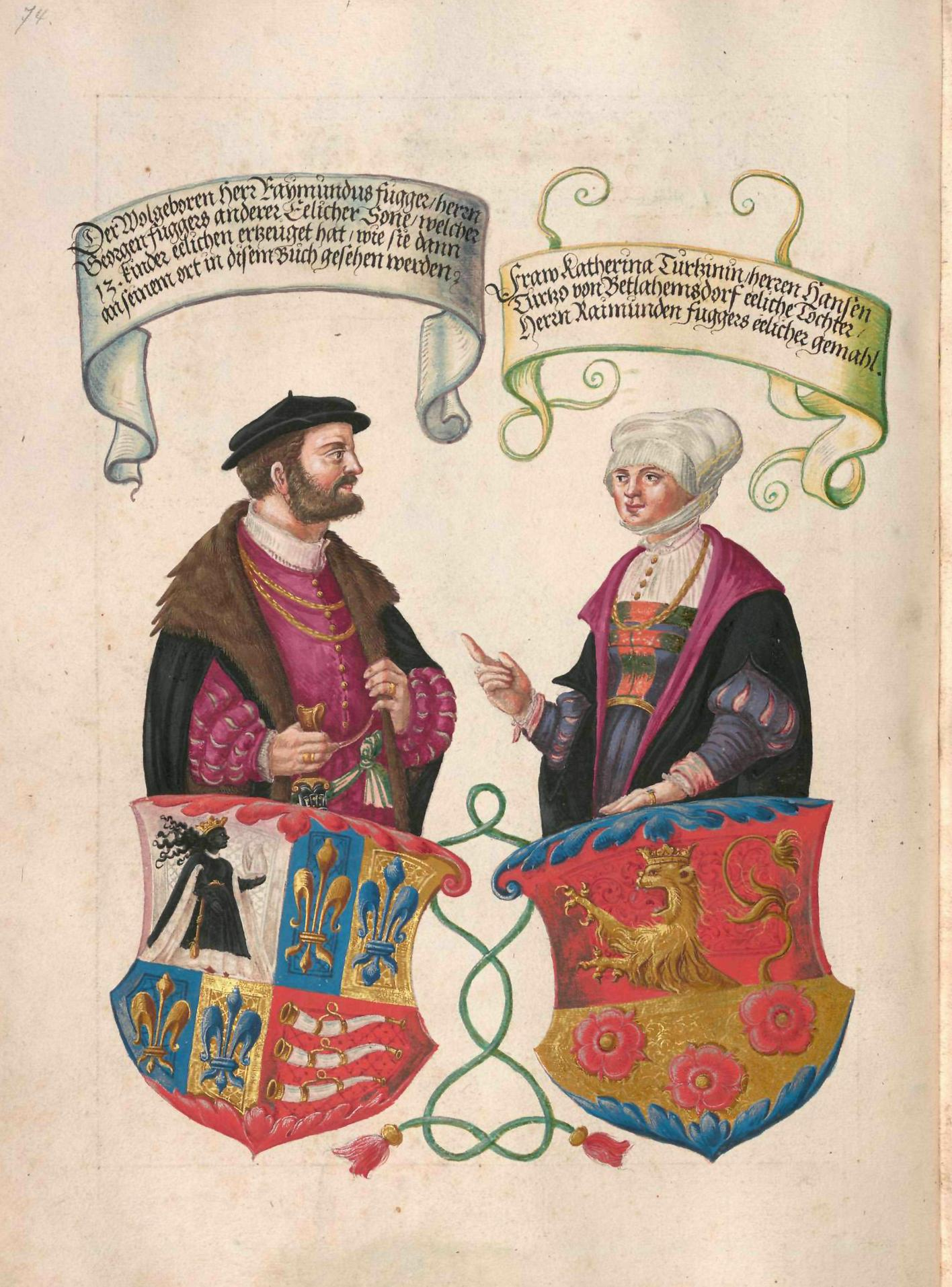
Raymund Fugger und Katharina Thurzo im Ehrenbuch der Fugger

- Raymund Fugger und Katharina Thurzo im Ehrenbuch der Fugger  Katharina (1488–1535), verheiratet mit Raymund Fugger
- Alexius Thurzo (Alexej Thurzo, Aleksy Thurzó, Elek Thurzó) (um 1490–1543), Graf, Hofrichter am ungarischen Hof, Humanist; führte die Geschäfte in Krakau weiter.
- Johann(es)/Hans Thurzo (* 1492), Graf von Zips, Kammerpräfekt und Graf auf der Kremnitz, Freiherr von Pleß, Pfandherr von Wohlau mit Raudten und Steinau

Johanns Neffe:
- Sigismund Thurzo († 1512), katholischer Bischof und Humanist. Studierte in Padua. 1503 Bischof von Neutra, ab 1506 Bischof von Transsilvanien und Großwardein. Sein Name steht in Verbindung mit dem Neubau des bischöflichen Palastes in Großwardein im Renaissance Stil.

Johanns Urgroßneffe:
- Franziskus I. Thurzo († 1557), Bischof von Neutra
  - Georg III. Thurzo (1567–1616), Graf und Palatin von Ungarn.
    - Emmerich (Imre) Thurzo (1598–1621), letzter männlicher Thurzo, 1616–21 Rektor der Universität Wittenberg.